# Cousinia perovskiensis
Cousinia perovskiensis là một loài thực vật có hoa trong họ Cúc. Loài này được (Bornm.) Juz. ex Tscherneva mô tả khoa học đầu tiên năm 1962.